# Pierre Bec
Pierre Bec, también conocido como Pèire Bèc (París, 11 de diciembre de 1921-Poitiers, 30 de junio de 2014), fue un lingüista, filólogo y poeta francés, especializado en el estudio de las lenguas románicas y, en concreto, en el occitano.

## Biografía
Hijo de padre gascón y madre criolla, pasó su infancia en la región de Cominges, donde aprendió occitano. Sin haber completado los estudios secundarios, comenzó a trabajar como intérprete de los refugiados de la guerra civil española. Al comenzar la Segunda Guerra Mundial fue deportado a Alemania, de donde volvió en 1945 para licenciarse en lengua alemana e italiana, doctorándose en París en 1959. 
Tras unos años de docencia en la capital francesa, se trasladó a Poitiers, en cuya universidad enseñó hasta su jubilación en 1989.
Fue galardonado con el primer Premio Robèrt Lafont de 2010 en defensa de la lengua occitana.

## Obra
Se le considera uno de los más reputados especialistas en lengua y literatura occitanas. Su obra La langue occitane, aparecida en la colección Que sais-je?, contribuyó ampliamente a dar a conocer en toda Francia la realidad lingüística del Mediodía. Su manual Manuel pratique de Philologie Romane, es una obra de referencia en los estudios de filología románica. 
En 1982 formó parte de la Comisión Lingüística del Aranés, que estableció la normativa para esta lengua hecha oficial en 1983. 
Fue presidente de honor de la recién inaugurada Academia Occitana en 2008.
También publicó poemas, cuentos y novelas en lengua occitana.

### Poesía
- Au briu de l'estona (IEO, 1956)
- La quista de l'Aute (IEO, 1971)
- Sonets barròcs entà Isèut (IEO, 1979)
- Cant reiau (IEO, 1985)

### Prosa
- Contes de l'unic (Per Noste, 1977)
- Lo hiu tibat. Racontes d'Alemanha (Per Noste, 1978)
- Sebastian (Federop, 1981)
- Contes esquiçats (Per Noste, 1984)
- Racontes d’ua mòrt tranquilla (Reclams, 1993)
- Entà créser au món (Reclams, 2004)